# Кривая Уатта

Кривая Уатта с параметрами k=2.1, r=2.2, c=0.6

Кривая Уатта с параметрами k=3.1, r=1.1, c=3.0

Кривая Уатта с параметрами k=1.0, r=1.4, c=1.0

Кривая Уатта (лемнискатоида) — плоская алгебраическая кривая шестого порядка, частный случай кривой скольжения. Определяется как геометрическое место точек центров отрезков одинаковой длины, расположенных концами на двух окружностях одинакового радиуса.
Кривая связана с работами Д. Уатта по паровым машинам.

## Уравнения
Две окружности имеют одинаковый радиус {\displaystyle r}, их центры расположены в точках {\displaystyle (\pm k,0)}. Длина отрезка составляет {\displaystyle 2c}.
- в прямоугольных координатах:

{\displaystyle (x^{2}+y^{2})(x^{2}+y^{2}+c^{2}-k^{2}-r^{2})^{2}+4k^{2}y^{2}(x^{2}+y^{2}-r^{2})=0,}
- в полярных координатах:

{\displaystyle \rho ^{2}=r^{2}-\left[k\sin \theta \pm {\sqrt {c^{2}-k^{2}\cos ^{2}\theta }}\right]^{2}.}

## Механизм Ватта

Механизм Ватта

Точка начала координат является точкой перегиба для кривой и в этой точке имеет порядок касания 3. Если же
{\displaystyle k^{2}=r^{2}+c^{2}}, то кривая имеет порядок касания 5, что делает её ещё ближе к прямой. Это основной принцип, используемый в механизме Ватта.